# Mortsi
Mortsi (en rus: Морцы) és un poble de l'óblast de Saràtov, a Rússia, segons el cens del 2010 tenia 703 habitants. Pertany al districte municipal de Mokroús.